# Secrétariat national ouest-africain
Le Secrétariat national de l'Afrique de l'Ouest ( WANS ) était une organisation panafricaniste et Marxiste basée en Grande-Bretagne. 
Elle est fondée en décembre 1945 par Bankole Awoonor-Renner (président), Kwame Nkrumah (secrétaire général), ITA Wallace-Johnson (président), Bankole Akpata et Kojo Botsio, immédiatement après le Congrès panafricain de Manchester. Beaucoup des membres initiaux de la WANS sont issus de l' Union des étudiants d'Afrique de l'Ouest (WASU).
Le WANS avait pour objectif de construire un mouvement d'indépendance uni dans toute l’Afrique de l’Ouest, sur une plate-forme anti-impérialiste. Sa vision de l’Afrique de l’Ouest était large et visait à inclure des pays aussi éloignés que le Kenya et le Soudan.
Un nouveau congrès était prévu, mais n’a pas eu lieu. En septembre 1946, la WANS organise une conférence conjointe avec la WASU, à laquelle Nkrumah convainc Léopold Sédar Senghor et Sourou Migan Apithy d'assister. Puis Kwame Nkrumah organise la en:All-African Peoples' Conference au Ghana. 
Au sein du WANS, Nkrumah a organisé un groupe révolutionnaire socialiste secret, connu sous le nom de « Le Cercle ». Ce groupe travaillait en étroite collaboration avec le Parti communiste de Grande-Bretagne. 
En 1946, WANS a publié cinq numéros d'un journal mensuel, The New African, contenant des articles en anglais, en français et en belge, sur des questions d'Afrique de l'Ouest, mais intégrant également des articles du Moscow New Times. Bankole Awoonor-Renner publie son projet, West African Soviet Union, pour la Wans Press en 1946. 
Le WANS a été considérablement affaibli après le retour de Nkrumah en Afrique en 1947 et semble s’être dissous l’année suivante.